# Sofia Sund
De Sofia Sund is een zeestraat in het Nationaal park Noordoost-Groenland in het oosten van Groenland. De inham maakt deel uit van het fjordencomplex van de Koning Oscarfjord en mondt uit in de Foster Bugt.
De inham heeft een lengte van ongeveer 60 kilometer en verbindt de Koning Oscarfjord in het oosten via de Foster Bugt met de Groenlandzee in het westen. Ten noorden van de inham ligt het eiland Ymer Ø en ten zuiden Geographical Society Ø.
De eerstvolgende grote inham in de kust in het zuiden is de Vega Sund en naar het noorden de Dusénfjord en de Keizer Frans Jozeffjord.